# Eurysternus maya
Eurysternus maya är en skalbaggsart som beskrevs av François Génier 2009. Eurysternus maya ingår i släktet Eurysternus och familjen bladhorningar. Inga underarter finns listade i Catalogue of Life.